# Jedle Vévodkyně
Jedle Vévodkyně je památná jedle bělokorá (Albies alba) rostoucí v údolí Bílé Opavy na území obce Světlá Hora v okrese Bruntál u silnice mezi Karlovou Studánkou a Ludvíkovem (asi 1 km pod lázněmi vlevo od silnice). Nachází se také v etnickém regionu Horní Slezsko. S obvodem kmene 450 cm (v roce 2009) se po pádu Vopařilovy jedle jedná o nejmohutnější evidovanou jedli v ČR.

## Základní údaje
- Druh: jedle bělokorá (Albies alba)
- Chráněným stromem byla vyhlášena v roce 2001.[2]
- Obvod kmene: 450 cm
- Výška stromu: 44 metrů
- Odhadované stáří stromu 180–230 let[3]
- Poloha:  50°4′56,6″ s. š., 17°19′14,81″ v. d.

## Pověst
Pod touto jedlí se prý rád zastavoval arcivévoda a velmistr řádu německých rytířů Evžen Rakousko-Těšínský, který často pobýval na zámku Bruntál patřícímu řádu. V letech 1909–1913 nechal stavět v Karlově Studánce tzv. Lotrinský dům (současný název Slezský dům), dal provést parkové úpravy a výsadby v lázních Karlova Studánka a nechal rozšířit zámecký park v Bruntále.
Pověst má však jednu slabinu. V době, kdy se zde údajně zastavoval velmistr řádu Evžen (do roku 1923), okouzlený prý touto jedlí, mohla mít jedle nějakých 130 let. V té době ale v Jeseníkách a v Beskydech ještě rostly daleko mohutnější jedle – mající 400 až 500 let (viz Hrubá Tonka, Mionší, Salajka ...).

## Další památné stromy vLudvíkově
Na katastrálním území obce Ludvíkov se v roce 2024 nachází celkem pět vyhlášených památných stromů, z toho čtyři jsou v intravilánu obce. Jedle vévodkyně se nachází ještě v extravilánu, necelý kilometr před začátkem obce Ludvíkov.
Dále již v intravilánu (ve směru na Vrbno pod Pradědem a po proudu Bílé Opavy) to postupně jsou jasan v bývalém areálu Jitřenka (jasan ztepilý, výška 27 metrů, obvod kmene asi 400 centimetrů), třetí je lípa nad řekou (kříženec lípa obecná, výška 27 metrů, obvod kmene asi 544 centimetrů: největší ze všech památných stromů v Ludvíkově), čtvrtá je lípa u zámečku (rovněž lípa obecná, výška 31 metrů, obvod kmene asi 462 centimetrů) a pátý jasan u zámečku (také jasan ztepilý, výška 31 metrů, obvod kmene asi 410 centimetrů).

## Fotogalerie

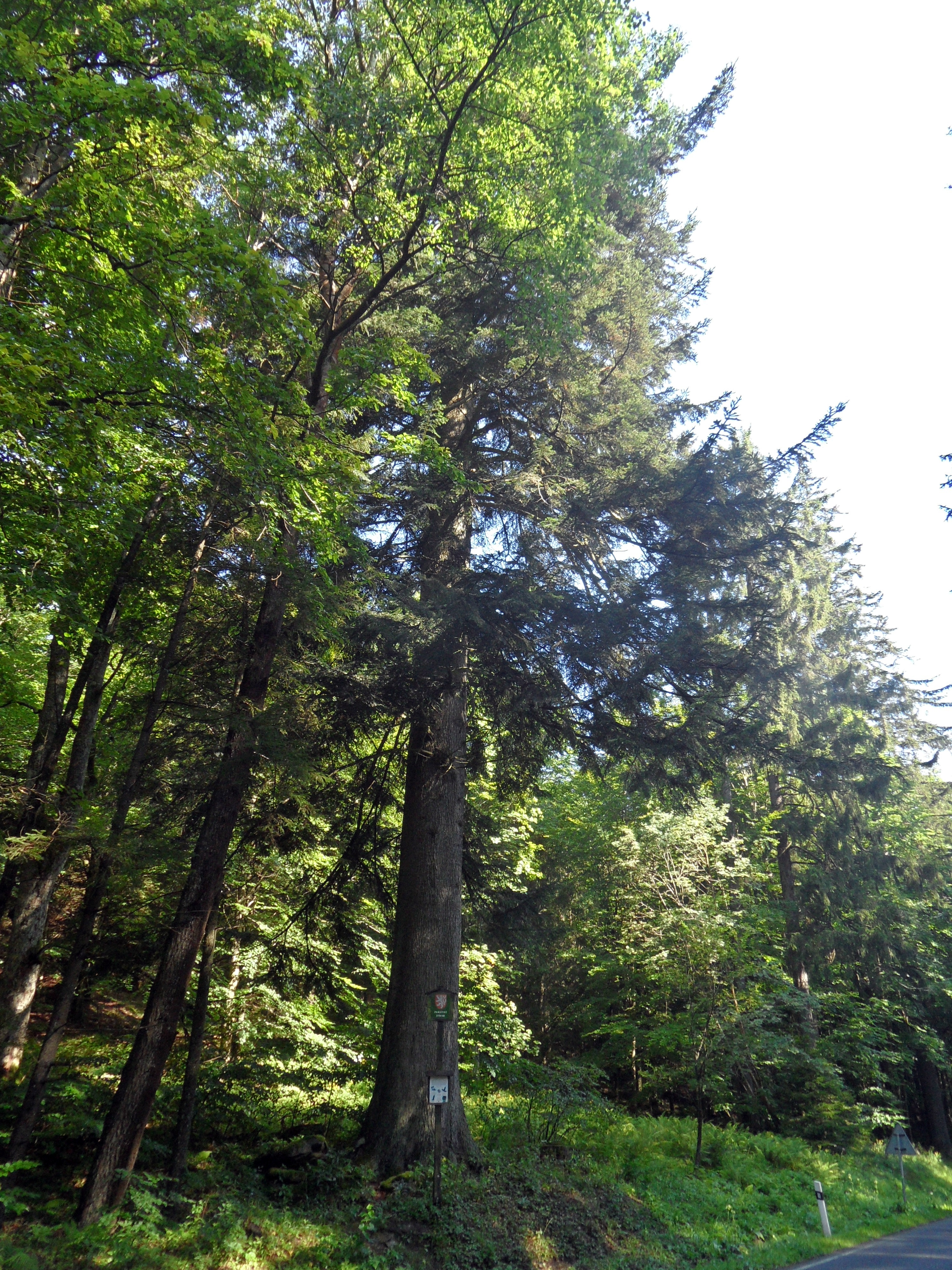
Od jihozápadu je pohled částečně zakrytý
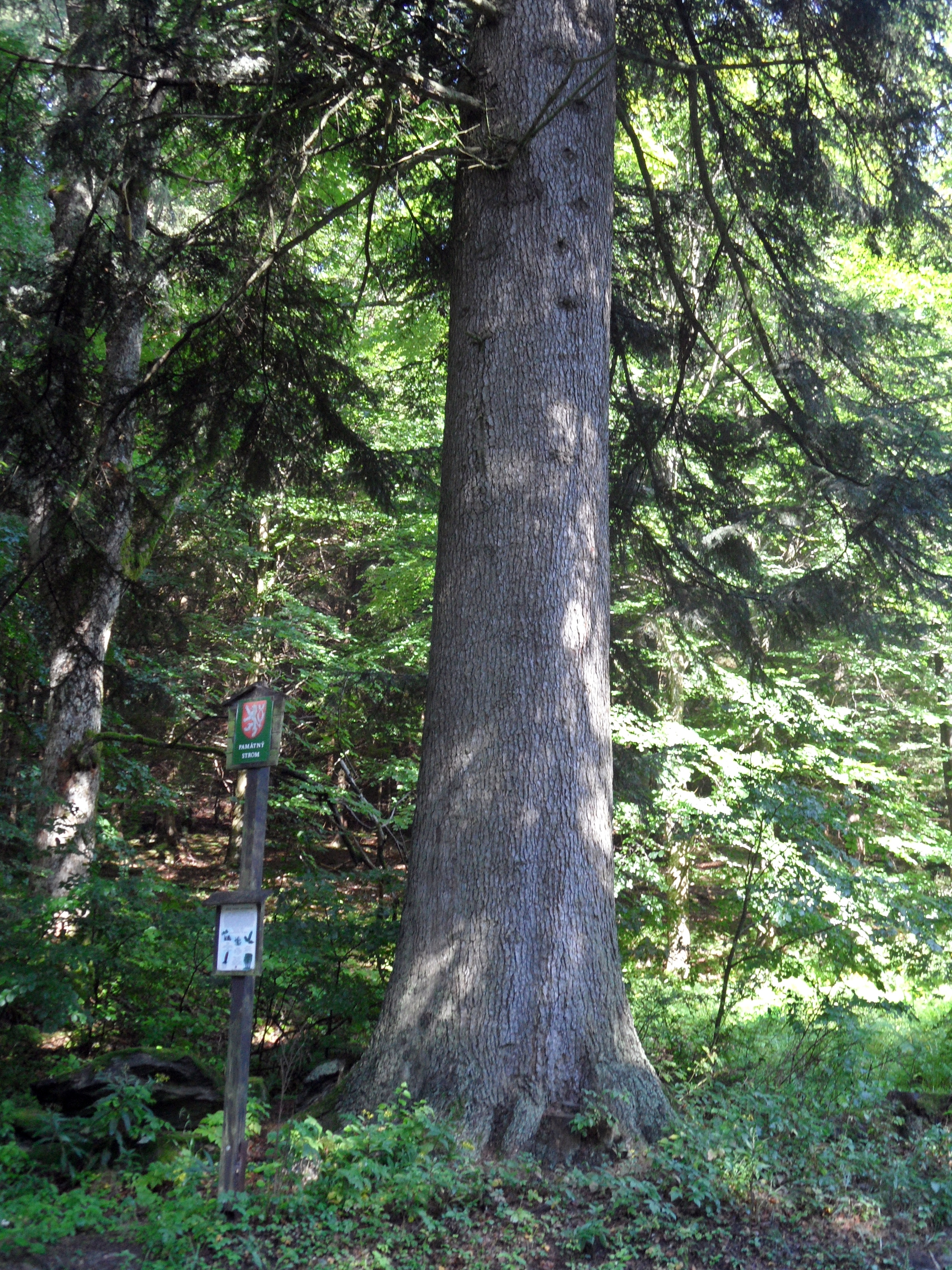
Polodetail a informační tabule
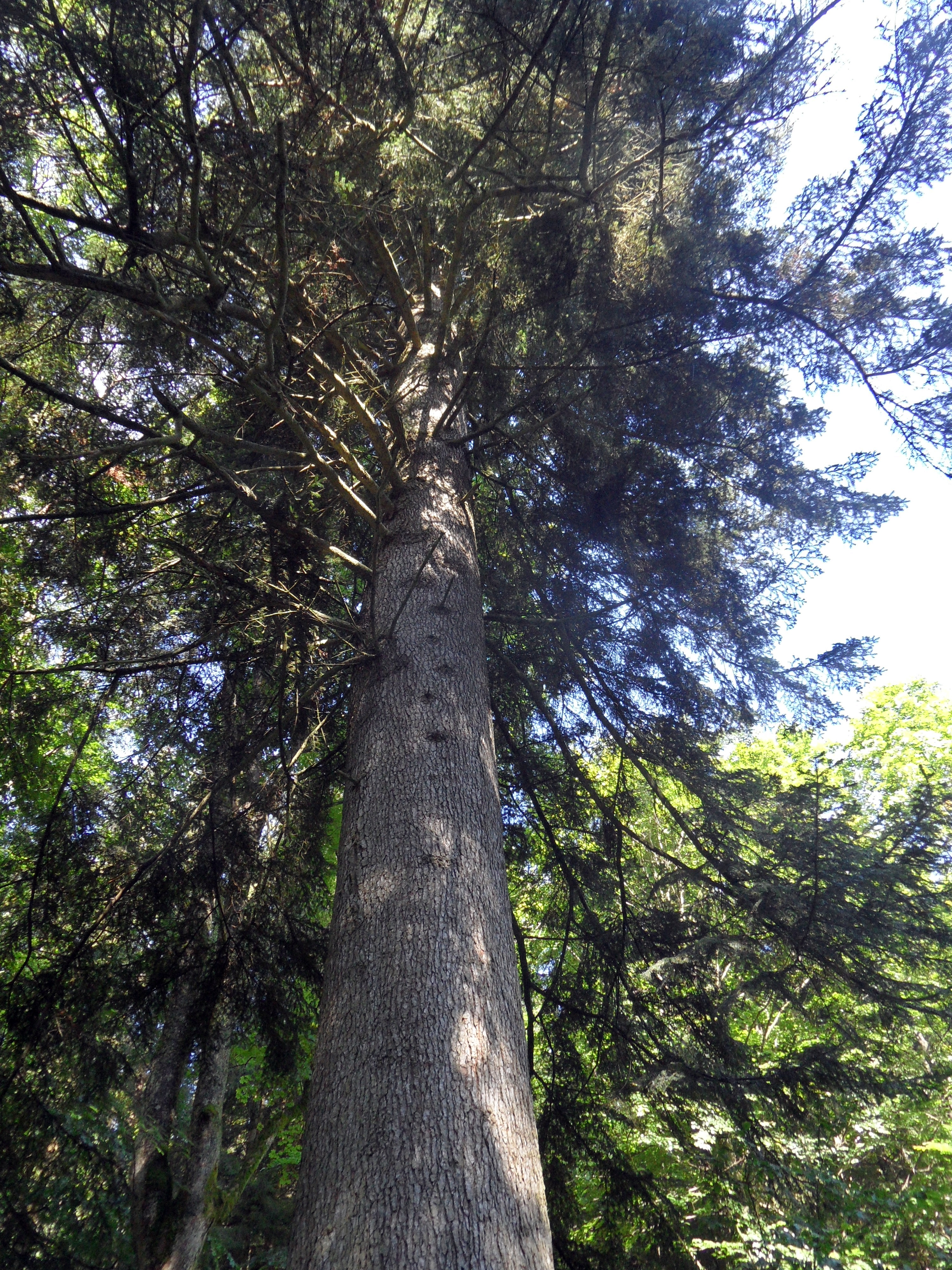
Detail kmene a větví
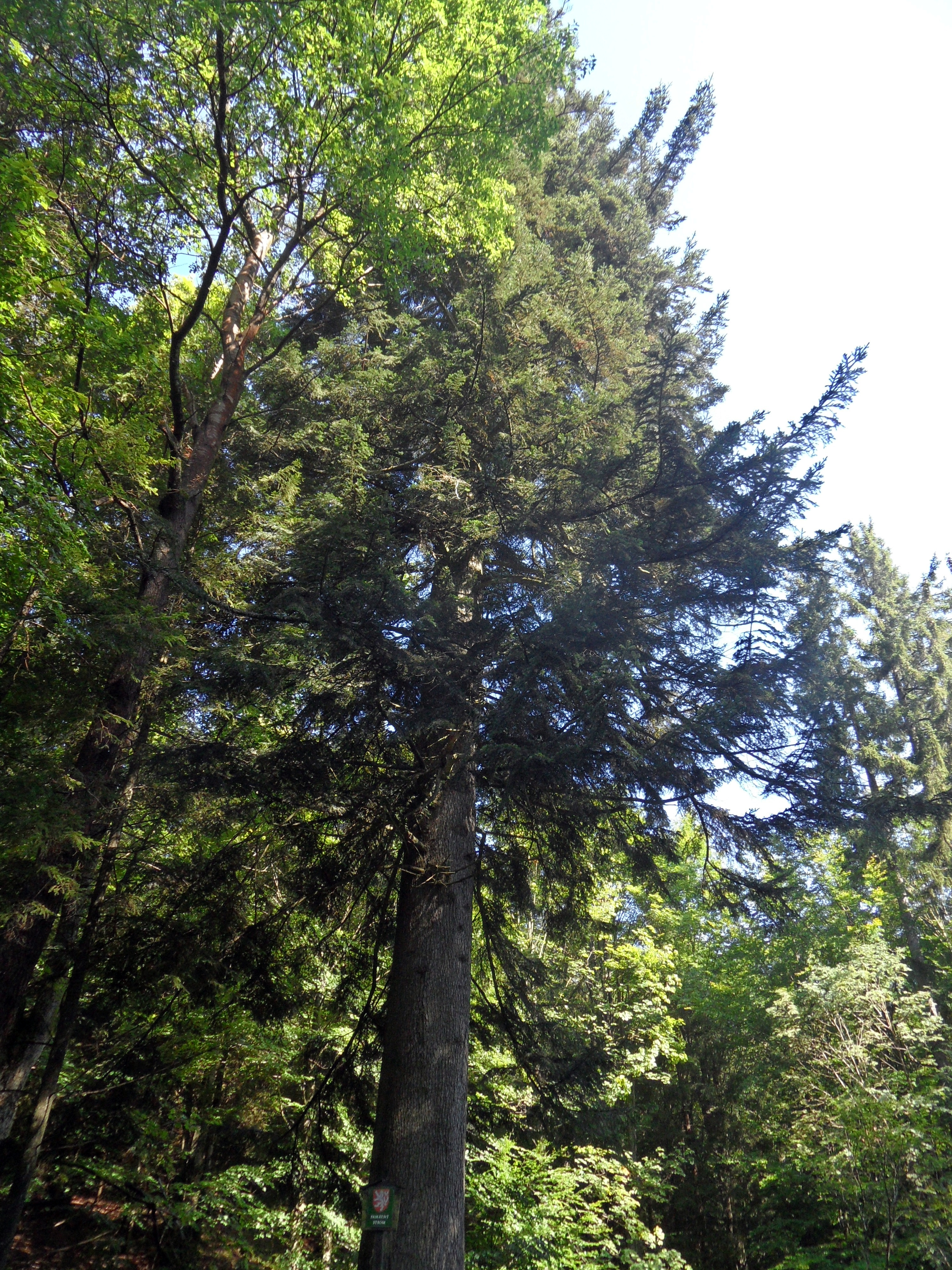
Koruna stromu